# Rychle a zběsile: Hobbs a Shaw
Rychle a zběsile: Hobbs a Shaw (v anglickém originále Hobbs & Shaw) je americký akční film z roku 2019. Režie se ujal David Leitch a scénáře Chris Morgan a Drew Pearce. Jedná se o spin-off filmové série Rychle a zběsile. Děj filmu se odehrává po ději z filmu Rychle a zběsile 8 (2017) a před dějem filmu Rychle a zběsile 9 (2021). Hlavní role hrají Dwayne Johnson a Jason Statham. Dále se filmu také objevili Idris Elba, Vanessa Kirby, Eiza González, Cliff Curtis a Helen Mirren.
Film měl premiéru v Hollywoodu 13. července 2019 a do kin byl oficiálně uveden 2. srpna 2019. V České republice měl premiéru 1. srpna 2019. Film získal smíšené recenze od kritiků a vydělal přes 760 milionů dolarů.

## Obsazení
- Dwayne Johnson jako Luke Hobbs
- Jason Statham jako Deckard Shaw
- Idris Elba jako Brixton
- Vanessa Kirby jako Hattie Shaw, sestra Deckarda a MI6 agentka
- Eiza González jako Madame M
- Cliff Curtis jako Jonah, Lukovo starší bratr
- Helen Mirren jako Queenie Shaw, matka Deckarda, Hattie a Owena
- Joe "Roman Reigns" Anoai jako Mateo, Lukův bratr
- Eddie Marsan jako profesor Andreiko
- Eliana Su'a jako Sam, Lukova dcera
- John Tui jako Kal, Lukův bratr

### Cameo
- Ryan Reynolds
- Kevin Hart
- Nathan Jones jako ruský pilot

## Přijetí

### Tržby
Film vydělal 174 milionů dolarů v Severní Americe a 586,6 milionů dolarů v ostatních oblastech, celkově tak vydělal 760,6 milionů dolarů po celém světě. Rozpočet filmu činil 200 milionů dolarů.

### Recenze
Na serveru Metacritic snímek získal z 54 recenzí 60 bodů ze sta. Na Česko-Slovenské filmové databázi snímek si snímek k 8. květnu 2020 drží 62%.

### Ocenění a nominace
Film získal dvě nominace na cenu People's Choice Awards v kategoriích nejoblíbenější akční film a nejoblíbenější filmová hvězda (Dwayne Johnson).